# 有家監物
有家 監物 （ありえ けんもつ、天正5年（1577年）? - 寛永15年2月28日（1638年4月12日））は、江戸時代前期の人物。
島原の乱における一揆勢の原城本丸大将（天草四郎と同じく）・三ノ丸出丸大将。キリシタン。
名は時次、実次、興家、貞家、貞次。別名に馬場監物。有家監物入道休意とも称した。

## 概要
キリシタン大名・有馬晴信に仕え、晴信の死後も有馬直純に仕えたが、有馬氏転封の際に島原に残って浪人となり、有家村に隠居した。
寛永5年（1628年）に有家村の村民207人が島原城下に押し寄せ、転宗に際して取られた転び誓詞の返却を領主・松倉氏に求めているが、有家監物はこの時、妻や子・馬場内蔵丞（庄屋）とともに村民の先頭に立ってそれを引率していた。この時松倉氏による再度の転宗強制を拒んだ内蔵丞は竹鋸で首を切られて処刑されたが、監物夫妻は棄教に応じたためか難を逃れている。
島原の乱では、島原方の総大将的な地位にあったと思われる。なお、『天草陣雑記』（名古屋市蓬左文庫・蔵）では、娘が天草四郎の妻であったとされている。
原城落城時に、原城大江丸で板倉重矩と一騎討ちした末に討ち取られた。首は天草四郎の首らとともに原城大手門付近、出島前に晒されたという。